# Mohammad Hossein Naqdi
Mohammad Hossein Naqdi (in persiano محمدحسین نقدی‎; Yazd, 1951 – Roma, 16 marzo 1993) è stato un diplomatico iraniano.
Svolse la mansione di incaricato d'affari nell'ambasciata iraniana in Italia fino al marzo 1982; dal 1984 fu rappresentante del Consiglio Nazionale della Resistenza Iraniana in Italia. Venne assassinato in Italia il 16 marzo 1993 da agenti dell'intelligence iraniana.

## Biografia
Mohammad Hossein Naqdi negli anni 1960 venne arrestato e imprigionato più volte per aver partecipato alle proteste studentesche contro il regime Iraniano. Terminati gli studi universitari, lavorò come geologo per diversi anni presso la National Iranian Oil Company e negli anni 1970 e 1971 presso l'Organizzazione dell'Energia Atomica dell'Iran. Nel 1980 si recò in Italia usufruendo di una borsa di studio e completò il corso di alta specializzazione presso la Escuela de Administración de Milan.
Terminati gli studi in Italia e rientrato in Iran, fu impiegato presso il Ministero degli affari esteri e nel 1981 ricoprì l'incarico di incaricato d'affari dell'Ambasciata iraniana a Roma. Il 19 aprile 1982, in segno di protesta contro il regime di Khomeini e in difesa degli ideali di democrazia e libertà, decise di separarsi dal governo della Repubblica islamica e consegnò alle autorità italiane il suo passaporto diplomatico, diventando inoltre rappresentante del "Consiglio nazionale della resistenza iraniana in Italia".
Si dedicò quindi ad attività di sensibilizzazione della classe politica italiana in favore del Consiglio Nazionale della Resistenza Iraniana in Italia. In una delle sue ultime azioni in ambito diplomatico ottenne il sostegno di oltre 300 parlamentari italiani all'attività del consiglio della resistenza iraniana, pubblicando il loro comunicato congiunto.

### Assassinio
Il 16 marzo 1993 alle 09:30, mentre Naqdi si stava recando al suo posto di lavoro nel quartiere romano di Monte Sacro, due ignoti in sella a una Vespa armati di armi automatiche avvicinarono la sua auto e gli spararono.
Secondo i rapporti della polizia, Naqdi è stato colpito alla testa e al collo e morì prima di raggiungere l'ospedale. L'arma utilizzata era una mitragliatrice Scorpion 65.7 dotata di silenziatore, il cui numero di serie era stato cancellato, e fu trovata quel pomeriggio in un bidone della spazzatura in via Monte Rotta a Roma. 
Secondo quanto riportato dal quotidiano La Repubblica, l'inchiesta ha dimostrato che l'assassinio è stato compiuto da agenti della Repubblica islamica dell'Iran.
Secondo la moglie di Naqdi, il diplomatico sarebbe stato minacciato di morte da Hamid Parandeh e un'altra persona tre giorni prima dell'omicidio.

## Memoriale
Sul luogo dell'attentato è stata posta dal comune di Roma una targa commemorativa che recita: "Mohammed Hossein Naqdi, rappresentante della resistenza iraniana contro la dittatura di Khomeyni, è stato ucciso in questa piazza, una targa commemorativa a Roma - 16 marzo, 1996."